# КК Фенербахче
КК Фенербахче (тур. Fenerbahçe) турски је кошаркашки клуб из Истанбула. Тренутно се такмичи у Првој лиги Турске и Евролиги.

## Историја
Фенербахче је један од најстаријих европских спортских клубова, који је недавно славио 100. годишњицу свог постојања. Спортско друштво Фенербахче основно је 1907. и њихова кошаркашка екипа једна је од најуспјешнијих у турској кошарци. Фенербахче је освајао домаће наслове првака (1957, 1959. и 1965) пре него што је службено основана турска кошаркашка лига 1966. године. На следећи титулу чекали су до 1991, а 1992. поново су након 1960. и 1966. изборили Евролигу. Клуб је 1992, 1993. и 1995. играо у финалима домаћег првенства, али ниједном није успео освојити титулу. До данас је клуб један од најбољих у турском првенству и константа у европским такмичењима, а у сезони 2016/17. први пут освајају и Евролигу под вођством Жељка Обрадовића. Дванаест пута су освојили Првенство Турске, девет пута Куп Турске, а седам пута Куп Председника.

## Успеси

### Национални
- Првенство Турске:
  - Првак (12): 1991, 2007, 2008, 2010, 2011, 2014, 2016, 2017, 2018, 2022, 2024, 2025.
  - Вицепрвак (10): 1968, 1970, 1971, 1983, 1985, 1993, 1995, 2009, 2019, 2021.

- Куп Турске:
  - Победник (9): 1967, 2010, 2011, 2013, 2016, 2019, 2020, 2024, 2025.
  - Финалиста (5): 1994, 1997, 1999, 2015, 2022.

- Суперкуп Турске:
  - Победник (7): 1990, 1991, 1994, 2007, 2013, 2016, 2017.
  - Финалиста (11): 1985, 1988, 2008, 2009, 2010, 2011, 2014, 2018, 2019, 2022, 2024.

### Међународни
- Евролига:
  - Победник (2): 2017, 2025.
  - Финалиста (2): 2016, 2018.

## Учинак у претходним сезонама
| Сез.     | Првенство Турске | Куп Турске   | Европско такмичење      |
| -------- | ---------------- | ------------ | ----------------------- |
| 2006/07. | Првак            | Полуфинале   | Евролига — Топ 24       |
| 2007/08. | Првак            | Полуфинале   | Евролига — Четвртфинале |
| 2008/09. | Вицепрвак        | Полуфинале   | Евролига — Топ 16       |
| 2009/10. | Првак            | Победник     | Евролига — Топ 24       |
| 2010/11. | Првак            | Победник     | Евролига — Топ 16       |
| 2011/12. | Четвртфинале ПО  | Четвртфинале | Евролига — Топ 16       |
| 2012/13. | Четвртфинале ПО  | Победник     | Евролига — Топ 16       |
| 2013/14. | Првак            | Полуфинале   | Евролига — Топ 16       |
| 2014/15. | Полуфинале       | Финалиста    | Евролига — 4. место     |
| 2015/16. | Првак            | Победник     | Евролига — Финалиста    |
| 2016/17. | Првак            | Четвртфинале | Евролига — Победник     |
| 2017/18. | Првак            | Четвртфинале | Евролига — Финалиста    |
| 2018/19. | Вицепрвак        | Победник     | Евролига — 4. место     |
| 2019/20. | прекинуто        | Победник     | Евролига (прекинуто)    |
| 2020/21. | Вицепрвак        | није игран   | Евролига — Четвртфинале |
| 2021/22. | Првак            | Финалиста    | Евролига — 12. место    |
| 2022/23. | Полуфинале ПО    | није игран   | Евролига — Четвртфинале |
| 2023/24. | Првак            | Победник     | Евролига — 4. место     |
| 2024/25. | Првак            | Победник     | Евролига — Победник     |

## Познатији играчи
| - Дејвид Андерсен - Енгин Атсур - Омер Ашик - Мајкл Батист - Танока Бирд - Немања Бјелица - Богдан Богдановић - Бојан Богдановић - Јан Весели - Гашпер Видмар - Ендру Гаудлок - Гордан Гиричек - Џејмс Гист | - Лин Грир - Семих Ерден - Лука Жорић - Никос Зисис - Шарунас Јасикевичијус - Енес Кантер - Таренс Кинси - Линас Клејза - Ибрахим Кутлај - Дарјуш Лавринович - Бо Макејлеб - Омер Онан | - Емир Прелџић - Огуз Саваш - Ромен Сато - Благота Секулић - Девин Смит - Марко Томас - Урош Трипковић - Мирсад Туркџан - Роко Укић - Рики Хикман - Кертис Џерелс - Костас Слукас - Луиђи Датоме |

## Познатији тренери
- Жељко Обрадовић
- Невен Спахија
- Богдан Тањевић
- Александар Ђорђевић